# Fanny Salazar Zampini
Fanny Salazar Zampini (Bruxelles, 1853 – Napoli, 1931) è stata una scrittrice, giornalista, traduttrice e animatrice culturale italiana.

## Biografia
Fanny nacque dal matrimonio del liberale Demetrio, di origine calabrese, andato in esilio dopo il fallimento dei moti del 1848, e di Dora Calcutt.
Nel 1869 a soli quindici anni Fanny sposò Giuseppe Zampini, da cui si separò poco dopo. Fondò ben due prestigiosi giornali: La Rassegna degli interessi femminili (nel 1886) e The Italian Review (nel 1900). Fu docente di lingua e letteratura inglese nell'Istituto superiore di Magistero femminile di Roma. Nel 1890 scrisse dell'Esposizione delle Arti e delle Industrie femminili di Firenze (Esposizione Beatrice). Venne inviata nel 1893 al World's Congress of Representative Women (evento svoltosi in concomitanza con la Fiera Colombiana di Chicago) dove una sua relazione, intitolata "Woman in Modern Italy", riscosse molto successo. Rappresentava la situazione dell'Italia del tempo: il Nord distinto dal Sud, per via della mentalità della popolazione, più arrendevole e ligia alle regole l'una, più ribelle e inquieta l'altra. 

## Attività culturale
Fu una personalità di spicco nella cultura del tempo, messaggera di rapporti amichevoli tra Italia ed Inghilterra, le sue due patrie, una vera, l'altra adottiva. Per quest'ultima si adoperò con l'insegnamento di lingua e letteratura inglese nell'istituto Magistero di Roma per diffondere la lingua e le tradizioni. Fu traduttrice di autori inglesi molto apprezzata. Antonio Fogazzaro fece la recensione ad una di esse e ne lodò le scelte delle fonti e del linguaggio ne La vita e le opere di R. Browning ed E. Barrett (Torino-Roma 1907).
Diresse per alcuni anni la collana Biblioteca azzurra dell'editore Bemporad di Firenze e si occupò della grande questione dell'autonomia femminile che ebbe in Italia, nel 1903, il primo nucleo di aderenti. Le sue opere in tal senso si alternarono alle conferenze numerose che tenne a Napoli, Roma, Torino, Milano: Antiche lotte speranze nuove, Napoli 1886, Uno sguardo all’avvenire della donna in Italia, La donna italiana nell’ora presente, Carità; L’Italia all’estero.
Nel 1908, a Roma, alla presenza della Regina Margherita e della principessa Letizia, fu indetto il primo Consiglio Nazionale delle Donne Italiane (CNDI). La questione non ottenne spazi adeguati e le donne dovettero aspettare fino al 1946 per aver diritto al voto, dopo che era fallito un progetto di discussione in Parlamento, nel 1910, su proposta di Carlo Gallini, in seguito alla caduta di Sidney Sonnino.

## Opere
Fu anche scrittrice apprezzata: Tra l'ideale ed il reale (Napoli, 1879), Antiche lotte, speranze nuove (Napoli, 1891) e il romanzo Cavalieri moderni (Roma, 1905) e Margherita di Savoia (saggio). Nel 1931 tenne a Washington una conferenza su "Napoli la Bellissima" che ripeté a New York nella sede della Società Dante Alighieri e alla Columbia University. Il suo nome e il suo operato è ricordato pure da Benedetto Croce nell'Epistolario e nel saggio: La vita letteraria di Napoli dal 1860 al 1900.
Presso la Pinacoteca Civica di Reggio Calabria è conservato un suo ritratto a sanguigna di mano dell'artista reggino Vincenzo Jerace.